# Bitwa pod Chorupaniem
Bitwa pod Chorupaniem – bitwa stoczona nieopodal miasta Chorupań, na północny zachód od Dubna, nad rzeką Ikwą w dniach 13–19 lipca 1920 roku przez wojska polskie, których trzonem była 18 Dywizja Piechoty pod dowództwem gen. Franciszka Krajowskiego z 1 Armią Konną komandarma Siemiona Budionnego podczas wojny polsko-bolszewickiej.
Grupa gen. Krajowskiego stanowiła lewe skrzydło 6 Armii WP gen. Jana Romera, odciętej od 2 Armii WP uderzeniem kawalerii Budionnego. 13 lipca 18 DP uderzyła na Dubno i opanowała je po walce z sowiecką 11 DK. Gen. Krajowski poszukując kontaktu z 2 Armią (miała znajdować się pod Dubną w rej. Młynowa nad Ikwą) skierował na Chorupań 36 Brygadę Piechoty.  Wieczorem po walkach  ze szwadronami 11 DK obsadził Chorupań siłami 144 pp z 2 i 3 bateriami 18 pułku artylerii polowej. Kontaktu z oddziałami 2 Armii jednak nie nawiązano. Rano 14 lipca 144 pp odparł natarcie 14 DK, jednak w południe otrzymał rozkaz opuszczenia pozycji. Wycofano dywizję do odwodu 6 Armii. Odejście dywizji pozwoliło Budionnemu sforsowanie Ikwy, opanowanie Chorupania i Dubna. 16 lipca 18 DP rozpoczęła kontrnatarcie na Dubno i Chorupań, z zadaniem wyparcia Rosjan za Ikwę. Na Chorupań uderzyła 36 BP z I dywizjonem 18 pap. Natarcie spotkało się z oporem  i szarżą oddziałów 14 DK (ok. 800 szabel). Szarżę odparli artylerzyści. Nieprzyjaciel stracił w szarży ok. 100 zabitych, w tym trzech dowódców pułków 14 DK i dwie taczanki. Wieczorem 36 BP odeszła w celu wsparcia natarcia dywizji na Dubno. Po wykonaniu zadania wróciła do Chorupania, które ponownie zajęli Kozacy. Wieś odzyskano 17 lipca rano. 18 DP czekała na nadejście 3 DP Leg, prawoskrzydłowej dywizji 2 Armii. Po połączeniu sił zamierzano wspólnie uderzyć na armię Budionnego. 17 lipca przeciwnik trzykrotnie nacierał na 49 pp w Chorupaniu, jednak ataki nie przyniosły skutku. Po południu Rosjanie wyparli 144 pp z wioski. Przeprowadzone kontrnatarcie siłami odwodów dywizji (I i II batalion 145 pp) doprowadziło do odbicia Chorupania. Wieczorem spieszeni kawalerzyści sowieccy z dwoma samochodami pancernymi uderzyli na 44 pp, który wobec braku amunicji i granatów był zmuszony się wycofać. Gdy jednak dowieziono amunicje, wieczorem przeprowadzono kontratak siłami III batalionu 49 pp i odrzucono nieprzyjaciela na Młynów. 19 lipca Rosjanie siłami 11 i części 14 DK uderzyli ponownie na wioskę. Patrole 49 pp które poszukiwały 3 DP Leg, stwierdziły koncentrację oddziałów 1 Armii Konnej. W szeregi 49 pp przybył gen. Krajowski. Na stanowisku dowodzenia zaobserwował on obchodzące 36 BP siły Rosjan, wydał więc rozkaz do uderzenia siłami dwóch batalionów 49 pp i 145 pp na Smordwę w celu uprzedzenia uderzenia kawalerii. Siły polskie natknęły się po rozpoczęciu ataku na sowieckich kawalerzystów zgrupowanych do szarży. Uciekająca kawaleria sowiecka trafiła pod lufy ckm II batalionu i została rozproszona. Przeciwnik szybko zorganizował odwody i ruszył do kontrataku. Ławy kawalerii z taczankami i artylerią, w szarży na piechotę  jednak kilkakrotnie  musiały się wycofać. Ok 17 dowódca 49 pp widząc obchodzenie prawego skrzydła pułku przez Rosjan wycofał dwa bataliony na podstawy wyjściowe. Przeciwnik jeszcze parokrotnie próbował w walce wyjść na tyły 49 pp. Walki trwały do 2 w nocy, po czym przeciwnik wycofał się. 36 BP utrzymała Chorupań. Wobec braku łączności z 3 DP Leg, dużych strat i grasowania grup kawalerii sowieckiej gen. Krajowski późnym wieczorem  19 lipca rozkazał opuścić Chorupań i wycofać 18 DP do rejonu Werba – Białogródek. Ostatnie oddziały polskie opuściły wioskę o godz. 3.00 20 lipca i skierowały się na Radziwiłłów.
Kilkudniowe walki o Chorupań związały siły 1 Armii Konnej i utrudniły Budionnemu obejście lewego skrzydła 18 DP.
Straty polskie ok. ośmiuset poległych, rannych i zaginionych. Straty sowieckie – nie ujawnione.
Walki żołnierzy polskich o Chorupań  zostały upamiętnione na Grobie Nieznanego Żołnierza w Warszawie, napisem na jednej z tablic w II RP i po 1990 r. - „CHORUPAŃ koło DUBNA  19 VII 1920”.